# Briey
Briey (veraltet deutsch: Brietz) ist eine Ortschaft und eine Commune déléguée in der französischen Gemeinde Val de Briey mit 5.511 Einwohnern (Stand 1. Januar 2022) im Département Meurthe-et-Moselle in der Region Grand Est (bis 2015 Lothringen). Die Einwohner von Briey werden Briotins genannt.

## Lage
Briey liegt in einer Industrieregion nordwestlich von Metz. Grundlage der Industrieansiedlungen waren die Eisenerzvorkommen im Bassin von Briey. Die Industrieregion Hagondange-Briey hatte in den 1970er Jahren über 130.000 Einwohner, jedoch fiel die Zahl bis 1990 auf 112.000.
Die mittelalterliche Oberstadt, Briey-Haut, thront über der Unterstadt, Briey-Bas, die an den Ufern des Woigot liegt. Beide Viertel sind durch die gartengesäumte Grand Rue miteinander verbunden. Der Woigot ist hier zum Plan d’Eau de la Sangue aufgestaut, um dessen Wasserfläche ein Freizeitzentrum angelegt wurde. Das Stadtviertel Briey-en-Forêt wurde in den 1960er Jahren um die Cité Radieuse von Le Corbusier angelegt.
Briey ist ein bedeutender Verkehrsknoten. Von hier führen größere Straßen nach Metz, Jarny, Longwy und Longuyon, Verdun, Thionville sowie nach Luxemburg und in die Ardennen (Sedan, Charleville-Mézières).

## Geschichte
Der Name der Stadt hat seinen Ursprung im keltischen Wort briga (Festung). Das Schloss der Grafen von Bar wurde erstmals 1076 erwähnt. Die Stadtrechte wurden 1263 verliehen.
Briey wurde 1369 von den Metzern in Brand gesetzt, 1475 von Karl dem Kühnen eingenommen, 1591 von protestantischen Truppen und 1635 (Dreißigjähriger Krieg) von schwedischen Truppen verwüstet.
Von 1800 bis 1871 war Briey Unterpräfektur (Verwaltungssitz eines Arrondissements) im Département Moselle. Nach dem Deutsch-Französischen Krieg 1870/71 blieb das Arrondissement bei Frankreich und wurde dem Département Meurthe-et-Moselle eingegliedert.
Der Rest des Départements kam durch den Vertrag von Frankfurt zu Deutschland (Reichsland Elsaß-Lothringen).
Das im Becken von Briey (bassin de Briey) lagernde Minette-Eisenerz war wegen seines Phosphorgehaltes bis 1876 nicht nutzbar. 1876 wurde das Thomas-Verfahren erfunden; von da an war das Erz wegen seines hohen Eisengehaltes begehrt. Lothringen förderte 1872 684.000 Tonnen und 1911 17,7 Millionen Tonnen, eine durchschnittliche jährliche Steigerung von 8,7 Prozent.
Briey wurde im August 1914 (Schlacht in Lothringen) von deutschen Truppen besetzt und blieb es bis zum Ende des Ersten Weltkriegs 1918.
Von Juni 1940 (Westfeldzug) bis Herbst 1944 zählte es zum besetzten Frankreich.
Die Gemeinde Briey wurde am 1. Januar 2017 mit Mance und Mancieulles zur neuen Gemeinde Val de Briey zusammengeschlossen. Die Gemeinde war Verwaltungssitz des Arrondissements Briey, Hauptort des Kantons Briey und Sitz des Gemeindeverbandes Pays de Briey. Briey ist ein Ortsteil der Gemeinde Val de Briey.

### Bevölkerungsentwicklung
| Jahr      | 1962 | 1968 | 1975 | 1982 | 1990 | 1999 | 2007 |
| Einwohner | 5391 | 4966 | 5352 | 4357 | 4514 | 4858 | 5220 |

## Sehenswürdigkeiten
- Kirche Saint-Gengoult (12. Jahrhundert) mit dem Calvaire von Ligier Richier, einer Gruppe von sechs geschnitzten Holzfiguren in natürlicher Größe, Monument historique[2]
- Glockenturm (1722), Monument historique[3]
- Rathaus (1750), Monument historique[4]
- Cité Radieuse, 1960 nach Plänen von Le Corbusier erbaut
- Stausee Sangsue
- Staatswald von Moyeuvre-Grande

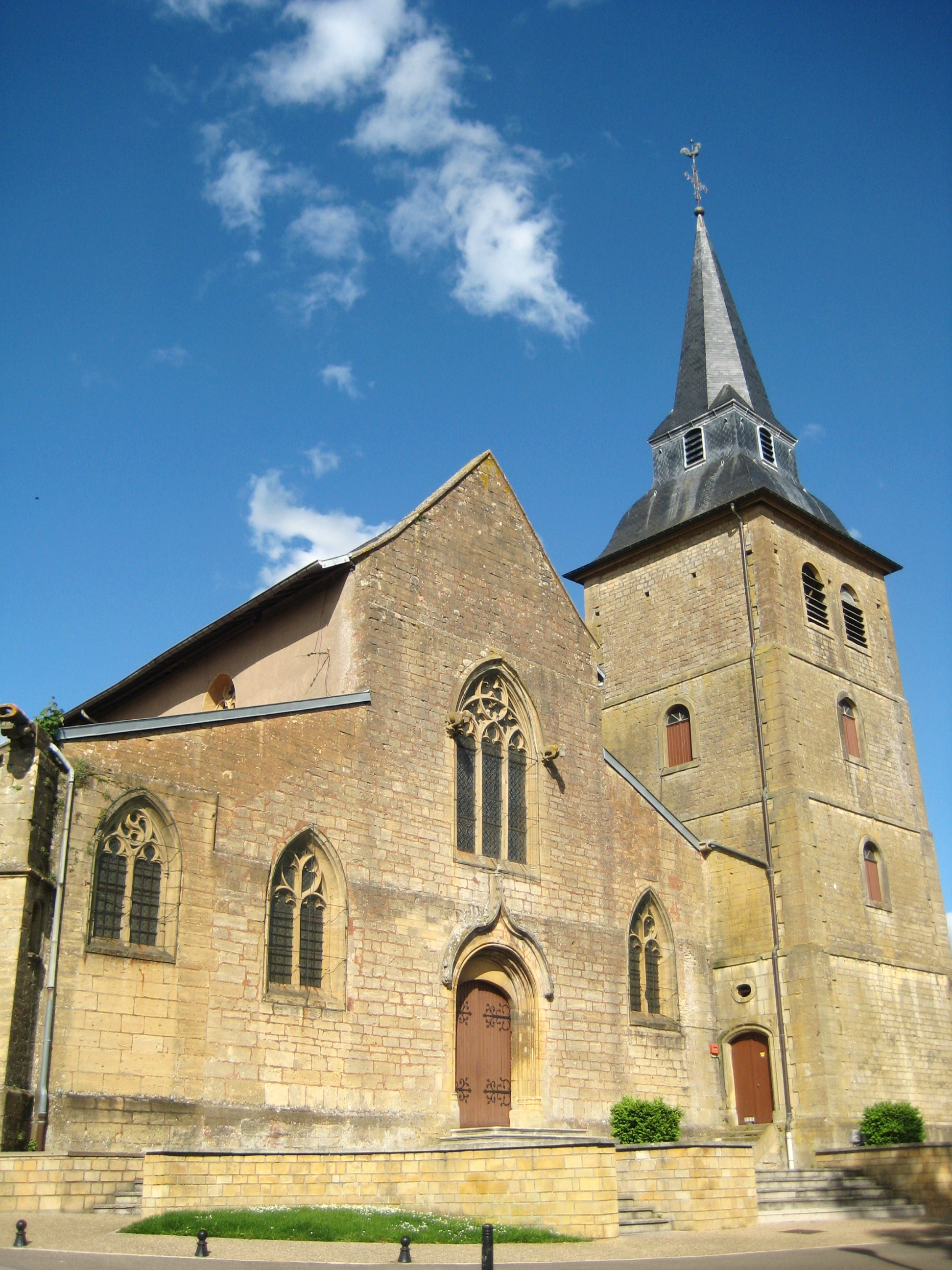
Kirche Saint-Gengoult
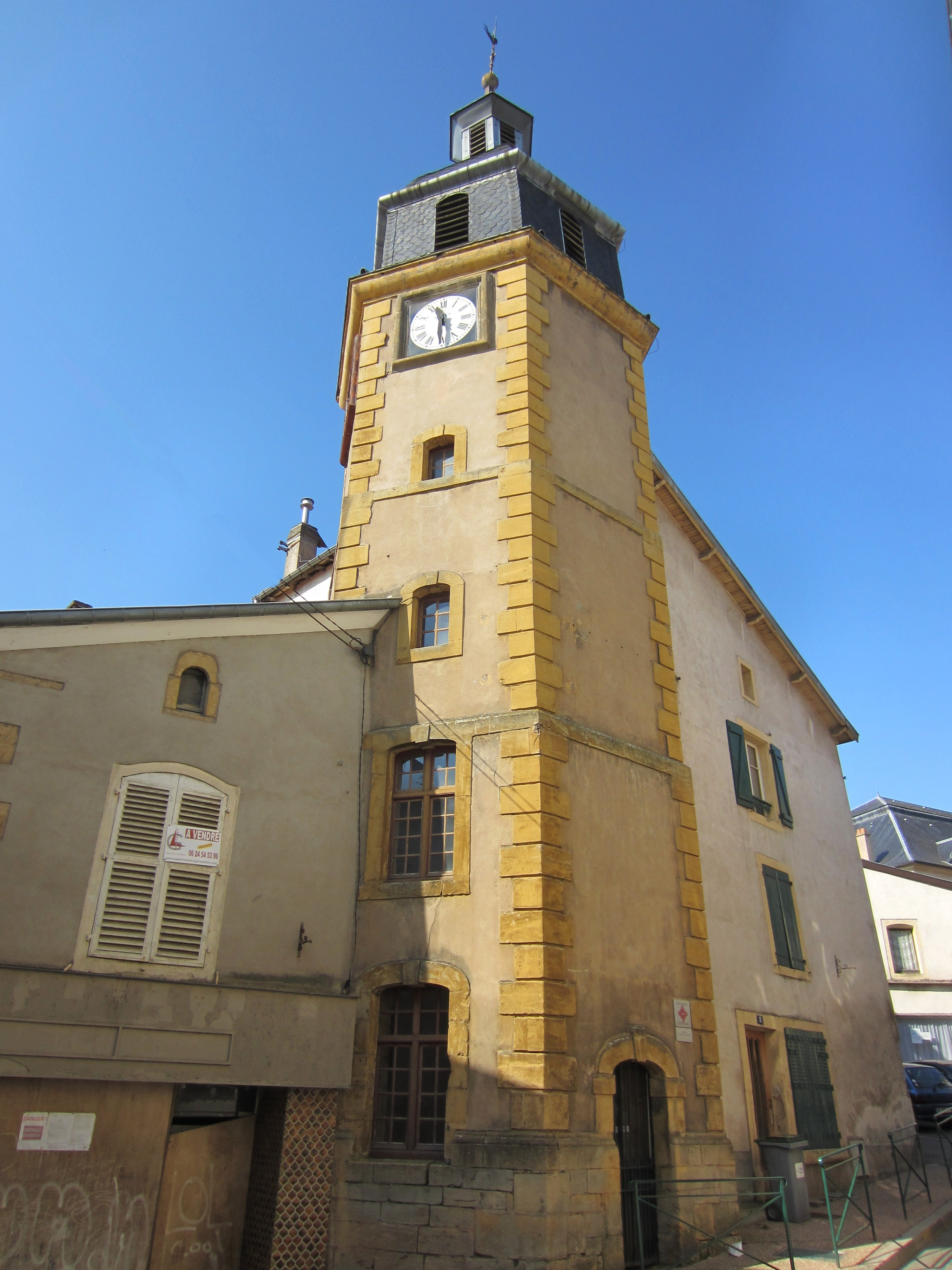
Glockenturm

## Städtepartnerschaften
- Niederaußem (Deutschland); seit 1958.
- Szczawno-Zdrój (Polen); seit 1991.

## Persönlichkeiten
- André Rossinot (* 1939), Arzt und Politiker